# Francja na Zimowych Igrzyskach Olimpijskich 1936
Francję na Zimowych Igrzyskach Olimpijskich 1936 reprezentowało 28 zawodników (sami mężczyźni). Był to czwarty start reprezentacji Francji na zimowych igrzyskach olimpijskich.

## Zdobyte medale
| Medal | Zawodnik     | Dyscyplina            | Konkurencja                  | Rezultat  |
| ----- | ------------ | --------------------- | ---------------------------- | --------- |
| Brąz  | Émile Allais | Narciarstwo alpejskie | kombinacja alpejska mężczyzn | 94,69 pkt |

## Skład kadry

### Biegi narciarskie
Mężczyźni
| Konkurencja        | Zawodnik                                                   | czas      | Pozycja |
| ------------------ | ---------------------------------------------------------- | --------- | ------- |
| Bieg na 18 km      | Robert Gindre                                              | 1:23:48,0 | 24.     |
| Bieg na 18 km      | Léonce Cretin                                              | 1:26:11,0 | 35.     |
| Bieg na 18 km      | Fernand Mermoud                                            | 1:26:31,0 | 37.     |
| Bieg na 18 km      | Alfred Jacomis                                             | 1:27:49,0 | 43.     |
| Sztafeta 4 × 10 km | Robert Gindre Fernand Mermoud Léonce Cretin Alfred Jacomis | 3:03:33,0 | 9.      |

### Bobsleje
Mężczyźni
| Osada | Zawodnik                                                       | Konkurencja | Ślizg 1              | Ślizg 2                   | Ślizg 3                   | Ślizg 4                   | Łącznie                   | Pozycja                   |
| ----- | -------------------------------------------------------------- | ----------- | -------------------- | ------------------------- | ------------------------- | ------------------------- | ------------------------- | ------------------------- |
| FRA-1 | Jean de Suarez d’Aulan Jacques Bridou                          | Dwójki      | 1:32,49              | 1:25,59                   | 1:28,93                   | 1:27,80                   | 5:54,81                   | 14.                       |
| FRA-2 | Louis Bozon Émile Kleber                                       | Dwójki      | 1:41,99              | 1:31,92                   | 1:35,09                   | 1:31,07                   | 6:20,07                   | 21.                       |
| FRA-1 | Louis Balsan Jacques Bridou Jean Dauven Jean de Suarez d’Aulan | Czwórki     | 1:22,75              | 1:22,18                   | 1:23,11                   | 1:22,32                   | 5:30,36                   | 9.                        |
| FRA-2 | René Charlet Étienne Payot Albert Mugnier Amédée Ronzel        | Czwórki     | Nie ukończyli ślizgu | Nie ukończyli konkurencji | Nie ukończyli konkurencji | Nie ukończyli konkurencji | Nie ukończyli konkurencji | Nie ukończyli konkurencji |

### Hokej na lodzie
Reprezentacja mężczyzn
| - Michel Paccard - Jacques Morisson - Jacques Lacarrière - Pierre Claret - Pierre Lorin - Marcel Couttet |  | - Albert Hassler - Guy-Pierre Volpert - Jean-Pierre Hagnauer - Michel Delesalle - Philippe Boyard |

Reprezentacja Francji brała udział w rozgrywkach grupy C turnieju olimpijskiego zajmując w niej trzecie miejsce i nie awansując do dalszych rozgrywek. Ostatecznie reprezentacja Francji została sklasyfikowana na 9. miejscu.

#### Runda pierwsza
Grupa C
| Drużyna        | M | Mecze | Mecze | Mecze | Bramki | Bramki | Bramki | Pkt |
| Drużyna        | M | W     | R     | P     | +      | -      | +/-    | Pkt |
| -------------- | - | ----- | ----- | ----- | ------ | ------ | ------ | --- |
| Czechosłowacja | 3 | 3     | 0     | 0     | 10     | 0      | +10    | 6   |
| Węgry          | 3 | 2     | 0     | 1     | 14     | 5      | +9     | 4   |
| Francja        | 3 | 1     | 0     | 2     | 4      | 7      | -3     | 2   |
| Belgia         | 3 | 0     | 0     | 3     | 4      | 20     | -16    | 0   |

Wyniki
| 7 lutego 1936 | Węgry | 3:0 | Francja | Olympia-Kunsteis-Stadion |

| Godzina: 14:30 | S.Miklos S.Magyar | (0:0, 1:0, 2:0) |  | Sędzia główny: Brown Sędziowie liniowi: Schmidt |

| 8 lutego 1936 | Francja | 4:2 po dogrywce | Belgia | Rießersee |

| Godzina: 14:30 | A.Hassler M.Couttet M. Delesalle J-P.Hagnauer | (1:0, 0:1, 0:0, 1:1, 2:0) | G.Pootmans P. Van Reyschoot | Sędzia główny: Tupalski Sędziowie liniowi: Erhardt |

| 9 lutego 1936 | Czechosłowacja | 2:0 | Francja | Olympia-Kunsteis-Stadion |

| Godzina: 10:00 | O. Kučera Z. Jirotka | (0:0, 1:0, 1:0) |  | Sędzia główny: Kreisel Sędziowie liniowi: Brown |

### Narciarstwo alpejskie
Mężczyźni
| Zawodnik          | Konkurencja         | Zjazd  | Zjazd   | Slalom              | Slalom              | Slalom  | Łącznie | Łącznie |
| Zawodnik          | Konkurencja         | Czas   | Pozycja | Czas 1-go przejazdu | Czas 2-go przejazdu | Pozycja | Punkty  | Pozycja |
| ----------------- | ------------------- | ------ | ------- | ------------------- | ------------------- | ------- | ------- | ------- |
| Émile Allais      | Kombinacja alpejska | 4:58,8 | 4.      | 1:20,4              | 1:16,9              | 3.      | 94,69   | brąz    |
| Maurice Lafforgue | Kombinacja alpejska | 5:29,4 | 14.     | 1:26,6              | 1:27,1              | 10.     | 85,83   | 11.     |
| Roland Allard     | Kombinacja alpejska | 5:49,4 | 22.     | 1:44,8              | 1:34,8              | 26.     | 77,86   | 22.     |